# Lussagnet
Lussagnet là một xã, thuộc tỉnh Landes trong vùng Nouvelle-Aquitaine. Xã này có diện tích 8,43 kilômét vuông, dân số năm 2006 là 76 người. Xã này nằm ở khu vực có độ cao trung bình 130 mét trên mực nước biển.

## Biến động dân số
| Năm | 1962 | 1968 | 1975 | 1982 | 1990 | 1999 | 2006 |
| --- | ---- | ---- | ---- | ---- | ---- | ---- | ---- |
| Dân số | 76   | 78   | 67   | 67   | 80   | 82   | 76   |
| From the year 1962 on: No double counting—residents of multiple communes (e.g. students and military personnel) are counted only once. |      |      |      |      |      |      |      |